# 허적
허적(許積, 1610년 ~ 1680년 6월 7일)은 조선시대 후기의 문신, 학자, 정치인이다. 남인의 중진으로 남인 온건파의 지도자였으며 탁남의 영수였다. 1637년 문과에 급제한 후 호조판서, 형조판서, 우의정, 좌의정 등을 지내고 의정부 영의정(수상)에 이르렀으며, 영의정을 세 번 역임하였다. 재정 고갈을 막기 위해 상평통보를 주조하였다.
제1차 예송논쟁이 일어나자 남인의 주요 논객으로 효종은 왕위를 계승했으므로 장남으로 봐야 된다며 3년설을 주장하며 서인들에 맞섰으며, 제2차 예송논쟁에서는 인선왕후를 맏며느리의 예로 1년복을 입어야 한다고 주장하여 채택시키고 집권하였다. 1664년과 1671년, 1674년 의정부영의정을 지냈으며, 1674년 세 번째로 영의정에 재직 중에는 현종이 급서하면서 원상으로 정무를 주관했다. 서인 송시열, 김수항 등을 과격하게 비난하는 남인 소장파들을 나무라기도 했다.
서인 송시열의 사형을 놓고 남인 내에서 여론이 갈라졌을 때 온건론을 폈으며, 강경파인 윤선도, 윤휴, 허목의 주장에 맞서 온건파인 탁남의 영수가 되었다. 이후 남인 강경파인 미수 허목과 미묘하게 갈등하였다. 1679년 안마와 궤장을 하사받고 기로소에 들어갔으나 1680년 3월 할아버지 허잠이 시호를 추증받은 것을 기념하면서, 왕실, 예조의 허락 없이 유악(기름천막)을 빌려쓴 것이 화가 되어, 그해 4월 서자 허견의 여러 가지 비행과 비리 사건에 연루되어 사형당했다.
1795년(정조 20년)에 정조의 특명으로 신원되었는데 이때 같은 남인인 채제공 등이 이를 반대하여 화제가 되기도 했다. 당색으로는 남인이었지만 서인 민광훈의 장모의조카이자 서인 중진인 민유중, 민정중의 외종숙이기도 했다. 본관은 양천(陽川)으로 자(字)는 여차(汝車), 호는 묵재(默齋) 또는 휴옹(休翁), 시호는 숙헌(肅憲)이다. 한강 정구, 장현광, 이민구의 문인이다. 충청북도 충주시 출신이다.

## 약력

### 생애 초반

#### 출생과 가계

아버지 허한

묵재 허적은 1610년 충청도 중원군(현 충주시) 엄정면 괴동리에서 태어났다. 아버지는 예천군수, 이천부사를 지낸 허한(許僩)이고, 어머니는 안동김씨로, 원주목사 김제(金悌)의 딸이다. 정치적 동지이자 라이벌이었던 미수 허목과는 12촌간이었다. 허엽, 허난설헌, 허균 역시 그의 6대조의 형제의 후손으로 역시 먼 친족들이었다.
그의 아버지 행오 허한은 동강 김우옹과 한강 정구의 문인이었고, 여헌 장현광의 문하에서도 수학하였다. 그도 아버지의 스승인 정구와 장현광을 찾아가 글을 배웠다. 뒤에 동주 이민구의 문하에도 출입하며 글과 시문을 배웠다.
그의 선대는 대대로 한성부에서 세거하였으나, 증조 할아버지 생원 허초(許礎)의 대에 중원군 청룡에 자리잡아 세거하게 되었다. 아버지 허한의 최종 관직은 도호부사였고 사후에 증 의정부 영의정으로 추증되었으나, 할아버지 허잠은 지중추부사(知中樞府事)를 지낸 대신이었다. 또한 그의 고모 중 한 명은 연안이씨 이광정에게 출가했는데 그 외손이 민정중, 민유중 형제였다.

#### 수학
어려서부터 독서와 공부를 좋아하여 학문에 열중하였다. 그는 집에서 멀리 40리 길 떨어진 소태면 오량동 청계산 청룡사에서 수학하였는데, 청룡사에서 20리 떨어진 신씨 성을 가진 동문보다 빨리 도착했다. 그의 공부 열정과 지성에 탄복한 어떤 이가 사람을 보내 그를 가마에 태워 사찰까지 인도했다.
하루는 신씨 선비가 허적은 매일 신선비보다 빨리 글방에 도착하는 것을 신기하게 여겨, 허적을 보고 훨씬 먼 곳에서 오는데 어찌해서 글방에는 자기보다 월등하게 빨리 도착을 하느냐며 새벽 길을 떠나는 모양인데 조금도 피로한 기색이 없음을 의아해했다. 그러자 허적은 내가 강달고개에 이르면 항상 꽃 가마 한 채가 기다리고 있다가 나를 태우고 순식간에 묵봉산을 넘어 청계골 앞에 내려다 주고 돌아가는데 나도 그게 누구인지 왜 그러는지 알 수가 없는 일이라고 답하였다. 신씨 선비가 괴이롭게 생각하고 또 의아하게 생각해서 내일은 자기가 그곳에 가서 꽃가마를 타고 글방에 가겠다고 주장을 하므로 허적은 그렇게 하라고 약속했다.
그리고 다음날 새벽 신선비가 날이 밝기도 전에 강달고개에 이르니 과연 한 채의 꽃 가마가 있었다. 신씨 선비가 의아스럽게 생각을 하며 그 옆으로 다가서자 난데없이 두 사나이가 나타나더니 신씨 선비 앞으로 가마문을 열고 타라고 하며 발을 내리더니 흡사 날아가는 것처럼 달리는데 요동이 잠시 멈추며 그 장정들이 대화하였다. 어쩐지 이상하게도 무게가 그 전보다 훨씬 가벼워졌으니 무슨 일인가 확인을 하고 가자며 발을 걷어 올리고 들여다 보더니 사람이 바뀌었다며 나오라고 타이르는 것이었다. 그들에 의하면 즉 허적은 장차 이 나라의 영수가 될 인물이므로 천의(天意)에 따라 우리가 글방까지 모셔다 드리는 것인데 당신은 그렇지 못하니 내려야 된다는 것이었다. 신씨 선비는 겁이 나서 잠시 당황하다가 마음을 고쳐잡고 말을 건넸다. 그럼 나는 장차 무엇이 되겠느냐고 묻자 그 장정들은 신씨 선비의 얼굴을 살피더니 찰방 관직을 할 상이라며 더 이상 묻지 말라는 듯이 빈 가마를 가지고 어디론가 사라지고 말았다.
그 후 과연 허적은 영의정 벼슬까지 올랐지만 신선비는 찰방밖에 못했다고 한다. 다른 전설에 의하면 그는 호랑이를 타고 40리 길을 등하교하며 수학했다 한다.

#### 과거 급제
어려서부터 기억력이 뛰어났으며, 한번 본 것은 모두 기억하는 비상한 기억력을 가졌다. 문장의 표현력도 뛰어나 어려서부터 글을 쓰면서 사람들을 놀라게 하였으며, 문예가 날로 발전하여 사람들이 이를 기특하게 여겼다.
1633년(인조 11) 사마시에 합격한 뒤 성균관에 들어가 유생으로 수학하였고, 1637년 인조 때에 초시와 감시에 합격하여 바로 과거에 응시할 기회가 주어졌다. 1637년(인조 15년) 정시 문과에 병과로 급제하여 승문원정자(承文院正字)가 되고 한림에 들어갔다. 1636년 병자호란이 터지자 인조를 수행하였다. 전란이 끝난 뒤 한성부로 돌아와 1638년 5월 예문관검열(檢閱), 그해 9월 예문관 봉교가 되었다. 그해 홍문관부수찬(副修撰), 12월 홍문관수찬을 지냈다. 1639년 봄 다시 부수찬이 되었다가, 사헌부지평이 되었다. 이후 예문관 봉교·홍문관수찬, 사헌부 지평, 다시 홍문관 수찬 등을 지내고 1639년 6월 경연검토관이 되었다. 이후 그는 사헌부와 사간원에서 언관으로 활약하였다. 사헌부에 있을 때, 뇌물을 받고 인재를 관직에 등용시킨 이경석, 이시백 등의 사형을 주청하여 대신들을 놀라게 하였다.
1640년 다시 홍문관부수찬이 되었다가 동년 2월에 다시 홍문관수찬이 되었다.

### 정치 활동

#### 관료 생활 초기
이후 대신들을 규탄하여 기피의 대상이 되었으나 1640년(인조 18년) 허적의 행정 실무 능력을 인정했던 평안도 관찰사 정태화의 추천으로 평안도도사(都事)로 발탁되었다. 1641년(인조 19년) 다시 홍문관수찬이 되었다. 그해 의주부윤(義州府尹)으로 나갔고, 관향사(管餉使)를 겸했다. 1645년 승정원동부승지(同副承旨)가 되었다가 동년 겨울 경상도 관찰사로 부임하였다.
1647년 2월 현지사정에 밝다는 이유로 경상도관찰사에 유임되었다. 그러나 경상감사 재임 중 1647년 일본의 사신 다이라(平成辛)를 위법으로 접대하였다가 탄핵을 받고 파직되었다. 1648년 전라도 관찰사로 다시 기용되었다.
전라도 관찰사로 재직 중 인조의 총애를 받던 후궁 귀인 조씨의 시종이 상전의 세력을 믿고 이권을 청탁해왔다. 그러나 허적은 옳지 못한 일이라 책망하여 되돌려보냈으나 시종은 "조귀인의 말을 듣지 않고 벼슬을 지탱할 수 있겠느냐"며 항의하였다. 이에 허적은 순군을 시켜 시종을 묶어놓고 곤장을 쳐서 죽인 뒤 관아 성문밖에 내다 버렸다. 이 소식을 전해들은 조귀인은 주위 사람들에게 자신의 힘을 빙자하다가 죽은 것을 알게 되면 화가 미칠 것이라며 입밖에 내지 말도록 했다.

#### 지방관 생활과 대동법

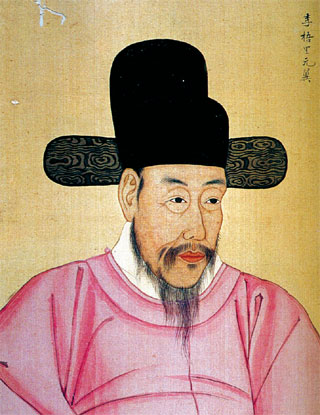
대동법 시행을 제창한 오리 이원익

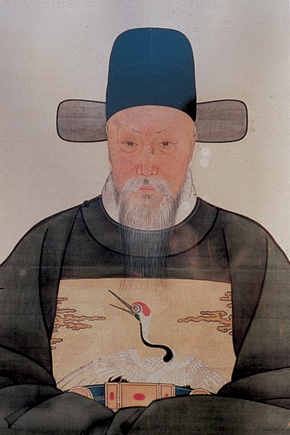
대동법의 확대를 주장한 김육

1649년 효종이 즉위하자 평안도 관찰사에 임명되었다. 평안도 관찰사 재직 당시 조세를 탕감하고 진상공물의 면제를 받아 칭송이 자자하였으며, 의주성을 보수하고 변방을 약탈한 여진인들을 엄단하여 청나라로 되돌려보내 변방의 약탈이 다시 없게 했다. 평안도에서 비밀리에 대동법을 시연해본 그는 대동법의 유익함을 파악하고 후일 김육의 대동법에 적극 지지를 보낸다. 1649년말 임기만료를 앞두고 평양부에 그의 생사당이 세워지기도 했다. 생사당이 세워진 인물로는 선조 때 의정부 영의정을 지낸 오리 이원익의 생사당, 임진왜란 때에 의병장으로 활동하기도 했던 그의 스승 정구의 생사당 등이 있었다.
1650년(효종 1년) 다시 평안도 관찰사에 임명되었으나 스스로 사퇴하고 나가지 않았다. 그러나 효종은 다시 그를 불러 중용, 1650년(효종 1년) 경연특진관으로 불러들였고 겸임 비변사의 유사당상으로 임명하였으며, 이후 병조참판, 호조참판을 거쳐 1651년 형조참판이 되었다. 그해 영의정 김육이 대동법의 확대 시행을 주청할 때 동의하여, 대동법과 공물 방납을 비교하여 대동법의 유익함을 간하였다.
"전결(田結)로 논하면 호서는 14만 결이고, 호남은 19만 결입니다. 그러나 호서의 부역이 오히려 호남보다 무거우므로 균역의 청이 대개 이 때문에 나오게 되었는데, 호서 우도의 부역을 좌도로 옮겨 분담시키면 좌도의 백성이 장차 감당하지 못할 것입니다. 이 일을 만일 호서에만 시행하려 한다면 도리어 대동법만 못할 것입니다."
"대동법은 일시에 모든 것을 세미(稅米)로 바친 뒤에는 여러 가지의 잡역(雜役)이 없기 때문에 모두 편리하게 여깁니다."
이원익의 대동법을 민생 구제책이라고 높이 평가하던 그는 김육이 대동법의 전국 확대를 주장하자, 남인 홍우원 등과 함께 붕당을 초월하여 김육을 적극 지지하였다. 그 뒤 동지중추부사로 임명되어 내직에 되돌아왔다.

#### 김자점의 옥사
1650년(효종 1년) 병조참판이 되었다. 서인 영의정 김자점이 효종의 북벌 계획을 청나라에 밀고한 것이 밝혀지자 상소를 올려 김자점을 역적이라 규탄하였다. 1651년 동지의금이 되어 김자점, 귀인 조씨 일파의 역모를 심문하는데 참여하여 김자점의 아들과 손자인 김식, 김세룡 부자를 국문하였다. 1652년 김자점의 옥사에 국청에 참여한 공로로 숙마 1필을 하사받고, 경연특진관, 사헌부대사헌(司憲府大司憲)이 되었다가 그해 4월 대동법을 지지한 일로 정언 이만웅(李萬雄)의 탄핵을 받고 스스로 사직했다. 동 4월 경연특진관이 되었다가 호조참판을 거쳐 그해 5월 다시 대사헌으로 복직하였다.
1653년(효종 4) 호조참판을 지냈다. 그 뒤 효종 초에 여러 벼슬을 지내고 1653년 청나라에 파견될 사문사(査問使)로 다녀왔다가 평안도 관찰사로 다시 임명되었다. 1654년 청나라에서 사신을 보내 사신 파견을 청하자 효종은 정2품 중에 사신으로 보낼 적임자가 없어, 그를 특별히 정2품으로 승진시킨 뒤 원접사(遠接使)에 임명해 청나라로 보냈다.

#### 1차 예송 논쟁

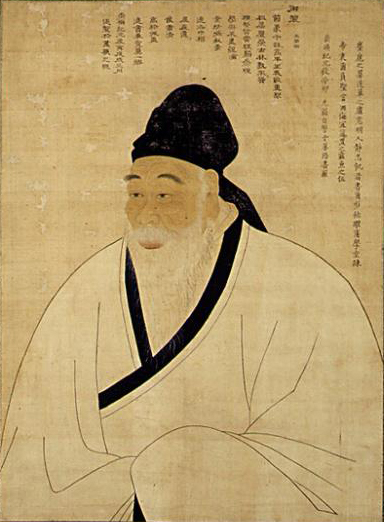
송시열
(당색은 달랐으나 시종 친분관계를 유지했다.)

1655년(효종 6년) 초 호조판서가 되었다. 그해 여름 흉년과 재앙이 일어나자 기우제를 지낼 것을 청하는 상소를 올려 성사시켰으며 호조판서로 있을 때, 소현세자의 세자빈 민회빈 강씨의 신원을 청했다가 효종에 의해 장살된 김홍욱의 신원과 복권을 청하고, 김홍욱의 후손들에게 가해진 연좌제와 불이익을 거두어줄 것을 청하여 사림(士林)의 인망을 얻었다. 55년 11월 동지경연을 거쳐 다시 호조판서가 되었고, 그해 12월 군자감의 곡식을 조사하여 빼돌려진 것을 밝혀내고, 곡식을 빼돌린 자들을 처벌할 것을 건의하여 관철시켰다.
1656년 5월 천안 군수(天安郡守) 서변(徐忭)이 글을 올려 그가 오정일(吳挺一)·이완(李浣)·원두표(元斗杓) 등과 역모를 했다고 비판을 받고 사직하고 충주로 내려갔다. 왕제 인평대군이 참판 오정일의 연석(宴席)에 갔을 때 승지 유도삼(柳道三)이 술에 취하여 인평대군에게 칭신(稱臣)한 것을 문제삼아 허적, 오정일, 이완 등이 역모를 꾸민다고 주장했지만 무고로 드러났고 서변은 장형을 받다가 죽었다. 그해 10월 다시 호조판서로 복직하였다.
1656년 병조판서, 1657년 수리도감 유사 당상, 1658년 의정부우참찬을 거쳐 그해 여름 청나라에 사신이 파견될 때 동지사(冬至使)에 임명되어 북경에 다녀왔다. 1659년 2월 귀국했고, 그해 형조판서가 되었다. 그러나 전일 김자점의 옥사를 심문하는 과정에서 3명으로부터 청탁을 받은 일로 그해 윤 3월 탄핵을 받고 파직됐다가 4월에 서용의 명이 내려졌다.
형조판서로 있을 때 그해 효종이 죽고 인조의 계비 자의대비의 복상(服喪)을 둘러싸고 제1차 예송논쟁이 일어나자 남인의 주요 논객이자 남인의 지도자로써 3년설을 주장하며 송시열, 송준길, 김수항 등 서인들의 기년설(朞年說, 만 1년)에 맞섰으나 패배하였다.
서인 송시열, 송준길, 김수항 등은 효종이 인조의 차남이었으므로 서자의 예로서 1년복을 주장했지만, 허적의 의견에 의하면 효종이 왕위를 계승했으므로 장남의 예로써 대우해야 한다는 것이었다. 이때 송시열의 처형을 주장하는 윤선도 등의 강경파와는 노선을 달리했다.

#### 1차 예송 이후

허적

그는 허목, 윤휴 등과 함께 3년설을 주장했으나 결국 기년설이 채택되어 남인의 세력은 위축되었다. 그러나 송시열과 개인적인 친분관계도 있었고, 남인 온건파라서 축출당하지 않았다.
1659년 한성부 판윤이 되었다. 그 뒤 전라도 관찰사로 나갔다가 다시 호조판서, 형조판서를 역임하고 1662년(현종 3년) 청나라에 진주사(陳奏使)가 파견될 때 진주부사(陳奏副使)로 북경에 다녀왔다. 귀국 후 평안도 관찰사로 나갔다.
1664년(현종 5년) 의정부우의정에 발탁되어 그 해 사은사 겸 진주사로 다시 청나라에 다녀왔으며, 귀국 후 그해 영의정이 되었으나 사퇴했다. 1668년(현종 9년) 의정부좌의정이 되었고, 1671년 다시 영의정에 올랐으나, 1672년 송시열의 비판을 받아 사퇴하고 영중추부사(領中樞府事)로 전임되었다. 그는 곧 영중추부사직을 사퇴하고 고향인 충주로 낙향하였다.

#### 2차 예송 논쟁
1674년초 효종비 인선왕후가 죽자 역시 자의대비가 며느리인 인선왕후의 상복을 입는 문제로 2차 예송논쟁이 벌어졌다. 2차 예송논쟁 때 허적은 서인의 9개월설에 맞서 맏며느리의 예에 따라야 된다며 1년설을 주장하였고, 이때 현종이 기년복설을 지지하였다. 이후 김수흥이 실각되고 그가 의정부영의정에 복직하면서 정권을 장악했다.
그 뒤 집권한 남인 사이에 송시열의 처벌문제로 청남(淸南), 탁남(濁南)으로 분열되자 탁남의 영수가 되어 왕의 신임을 받아 청남을 밀어내고 집권자로 등장하였다. 이때 서인 송시열, 김수항 등을 과격하게 비난하는 남인 소장파들을 나무라기도 했고, 일부 남인 강경파 언관들의 처벌을 청하기도 했다. 그러나 허목은 남인 강경파 언관들을 두둔하면서 미묘한 신경전을 벌였다.
그 후 평안 감사를 거쳐 영의정까지 이르렀으나 얼마 후 사직하고 충주로 내려갔다. 1674년 현종이 갑자기 죽고 숙종이 즉위하자 다시 등용되어 원상으로 서정을 주관하였고, 변무사로 청에 다녀왔다. 귀국 이후 현종실록에 편수관으로 실록 편찬에 참여하였다. 또한 이때부터 그는 도체찰사부를 만들어 병권을 장악한다. 도체찰사부의 설치로 총융청과 수어청은 한성부나 경기도의 병력으로 전락하고, 그는 전국의 병권을 장악한다. 그러나 그의 병권 장악은 숙종을 긴장하게 한다.
1675년 약방 도제조(藥房都提調)가 되었다. 1675년(숙종 즉위년) 숙종 즉위 직후 남인 정언 이수경(李壽慶) 등이 그를 공격하였으나 왕이 무마시켰다. 이때 이수경을 변호하던 정언 이서우 역시 파직되었다. 그러나 바로 미수 허목이 이수경과 이서우 등을 변호하여 복직시킨다. 1676년(숙종 2) 청나라에 파견되는 사은사 겸 진주변무사(謝恩使兼陳奏辨誣使)로 북경에 다녀와서 오도도체찰사(五道都體察使)가 되었다.

#### 북벌론 주장 실패
1674년부터 허적과 윤휴 중심으로 북벌론이 계획되었다. 김석주 역시 북벌론 재개에 지지 의사를 표했고 곧 체부(도체찰사부) 부활과 만과 설치, 병력 선발 등의 안이 건의되었다. 송시열은 유배소에 있으면서도 이 점에는 깊이 공감하고 지원하라는 글을 문하들에게 보낸다. 그러나 허목은 서인에게 유화적이었던 허적의 태도에 불만이었고, 김석주의 지지의 본심을 의심한다.
서인, 남인의 당론이 일치하면서 일시적으로 통합이 가능하였으나 남인의 당수였던 허목은 불가함을 들어 강하게 반대했다. 장정을 많이 징발하면 국가의 일꾼이 없어진다는 것과 청나라는 대국이고 조선은 소국에다가 국론까지 분열되었는데 상대가 가능하냐는 것이었다. 여기에 남인 강경파들이 반대하고 나서면서 북벌론은 다시 묻혀진다. 결국 송시열은 같은 남인이던 윤휴의 북벌론 주장의 진정성을 의심하게 되었고, 북벌 계획은 수포로 돌아간다.

### 생애 후반

#### 허목과의 갈등

동지이자 라이벌, 친척인 허목

1676년 허적은 재상 천거 대상자로 민희, 민암, 허목을 선정한다. 그런데 허목이 3망에 오른 것에 불만을 품은 청남계 인사와 북인계 인사들이 이를 문제삼았다. 북인계 인사인 사간원정언 이수경이 이를 문제삼자 허적은 사직 상소를 올렸고, 이수경은 현직 재상을 비방하는 것이 아닌데도 사직서를 올린다고 논쟁을 벌였다. 이서우는 이수경을 두둔하다가 함께 파직되고, 허목은 이들을 신구, 변호하는 상소를 올린다. 이때 허적은 이서우의 아버지 이경항이 대북파였던 전력을 들어 출신성분에 의혹을 제기하자 허목이 나서서 이서우를 두둔했다.
허적은 타협을 중요시하였고, 허목은 원칙을 중요시하였다. 함께 예송 논쟁 당시 효종 사망때 3년복설, 효종비 인선왕후 사망 때 1년복 설을 주장했지만 허목과 허적의 정치성향 차이는 갈등을 불러왔다.
1675년(숙종 1년) 제1차 예송 논쟁으로 피해를 입은 남인 관료들을 복권시켰다. 송시열이 다시 예송 논쟁 문제를 언급하자 송시열을 성토하는 상소를 올렸다. 이때 허목이 송시열, 송준길을 공격했다가 파직, 유배당하다가 죽은 윤선도의 복권과 관작 추증을 건의하였다. 허목은 윤선도를 마땅히 의정(議政)으로 추증하고 작위를 내려야 한다고 건의했으나, 허적은 옳지 않다하여 반대, 윤선도의 증직은 이조판서로 정해졌다. 그해 윤휴가 대왕대비 조씨의 참최복을 주장하자 그는 정지화(鄭知和)·좌의정 권대운 등과 함께 이에 반대하였다.
1676년 사직을 청하였으나 받아들여지지 않았다. 1678년 서인의 영수 송시열의 처벌 문제로 허적은 한 집안인 허목과 대립하게 되었다. 허목은 송시열이 예를 오판한 것을 바로잡았음을 종묘에 고하자는 주장을 하였으나 허적의 반대로 무산되었다. 이때 경상남도 장기에 유배중인 송시열에 대한 처벌 문제가 다시 부각하자, 허목은 윤휴와 함께 송시열의 처형을 주장하며 강경파인 청남을 이끌었다. 허적은 허목, 윤휴 등의 강경파 청남에 맞서, 온건파 탁남을 이끌며 재상을 지낸 대학자라며 사형은 과하다며 송시열 사형에 반대하였다.

#### 남인 집권기
1675년 남인의 집권 이후 허목과 윤휴, 홍우원은 상소를 올려 윤선도를 복권하고 의정 벼슬에 추증할 것을 여러번 상소하였다. 그러나 허적은 윤선도에게 의정 직책을 추증하는 것은 옳지 못하다며 끝까지 반대하였다. 그는 윤선도의 증직은 경상 정도면 족하다고 하여 윤선도의 증직은 자헌대부 이조판서로 낙착되었다. 이에 허목과 윤휴는 못마땅해하며 반발하였다.
1676년 청나라에 사은사 겸 진주변무사(謝恩使兼陳奏辨誣使)가 파견될 때 정사로 연경에 다녀온 뒤, 5도 도체찰사에 임명되었다.
1676년 12월 다시 사은시겸진주변무사(謝恩使兼陳奏辨誣使)에 임명되어 청나라로 갔으나 이듬해 3월 중풍이 심해 복창군 이정으로 교체되어 중도에 다시 되돌아왔다.

#### 타협론
허목(許穆), 윤선도 등과 함께 오랫동안 남인(南人)을 영도하였지만 허목, 윤선도, 윤휴 등의 송시열에 대한 과격론에 반대함으로써 청남(淸南), 탁남(濁南)으로 분열하게 되어 탁남의 지도자가 된다. 일부 남인들은 그의 고종 사촌이 민광훈이라는 점을 들어 그의 노선의 선명성에 의혹을 제기했고 이들은 모두 청남으로 흘러갔다. 또한 허목과 윤휴, 윤선도가 등용한 북인계 인사를 허적은 과격파 내지는 흉당으로 몰아 배척, 북인출신들은 청남으로 흘러가게 되었다.
한편 허적의 서자 허견이 부녀자를 겁탈하였다가 이를 비판하는 선비들이 처벌받고, 서인 남구만이 이를 공론화하자 남구만 역시 처벌받았다. 그러자 허목이 잘못은 허적, 허견에게 있는데 왜 애꿎은 선비가 죄를 받느냐며 항의하여 논란이 벌어졌다. 남인 내에서는 허견의 잘못을 은폐하려 했고, 남인 소장파들은 허견의 잘못을 남인 고위층의 자제라는 이유로 덮으려 드는 것을 비판했다. 허목은 남인 소장파의 손을 들어 허적과 허견을 비판했다.
허적과 허목간에 갈등이 벌어지자 남인 윤휴는 허목과 허적 사이에서 의견을 조율하다가 허목의 편을 든다.
예송 논쟁 당시 그는 효종을 장남으로 효종비 인선왕후를 맏며느리로 봐야 된다고 확신하였다. 그러나 남인 윤선도, 윤휴, 허목의 송시열 사형 주장에는 반대하였다. 윤선도, 윤휴, 허목 등은 송시열이 효종이 장남이 아니라고 주장한 것은 종통과 적통을 갈라놓으려는 행위로 간주하고 효종을 가짜 임금으로 취급하려 한다고 봤다. 그는 예송 논쟁은 학문적 문제로 끝나야 된다고 판단하여 남인 강경파들의 서인 공격에 동조하지 않았다.
허적은 효종, 현종조 서인 집권기에 조정에 출사했으며, 개인적으로 서인 인현왕후의 할아버지 민광훈의 사촌동생이고, 그의 사촌누이는 광해군의 후궁이었으며, 그의 고모의 외손자가 민유중, 민정중 형제였다. 또한 이광정, 송시열, 김익훈 등과도 인척관계였다. 이 때문에 남인 당내의 강경파들은 그의 노선을 문제삼으며 허적을 공격하기도 했다.

#### 천막 남용 사건과 몰락

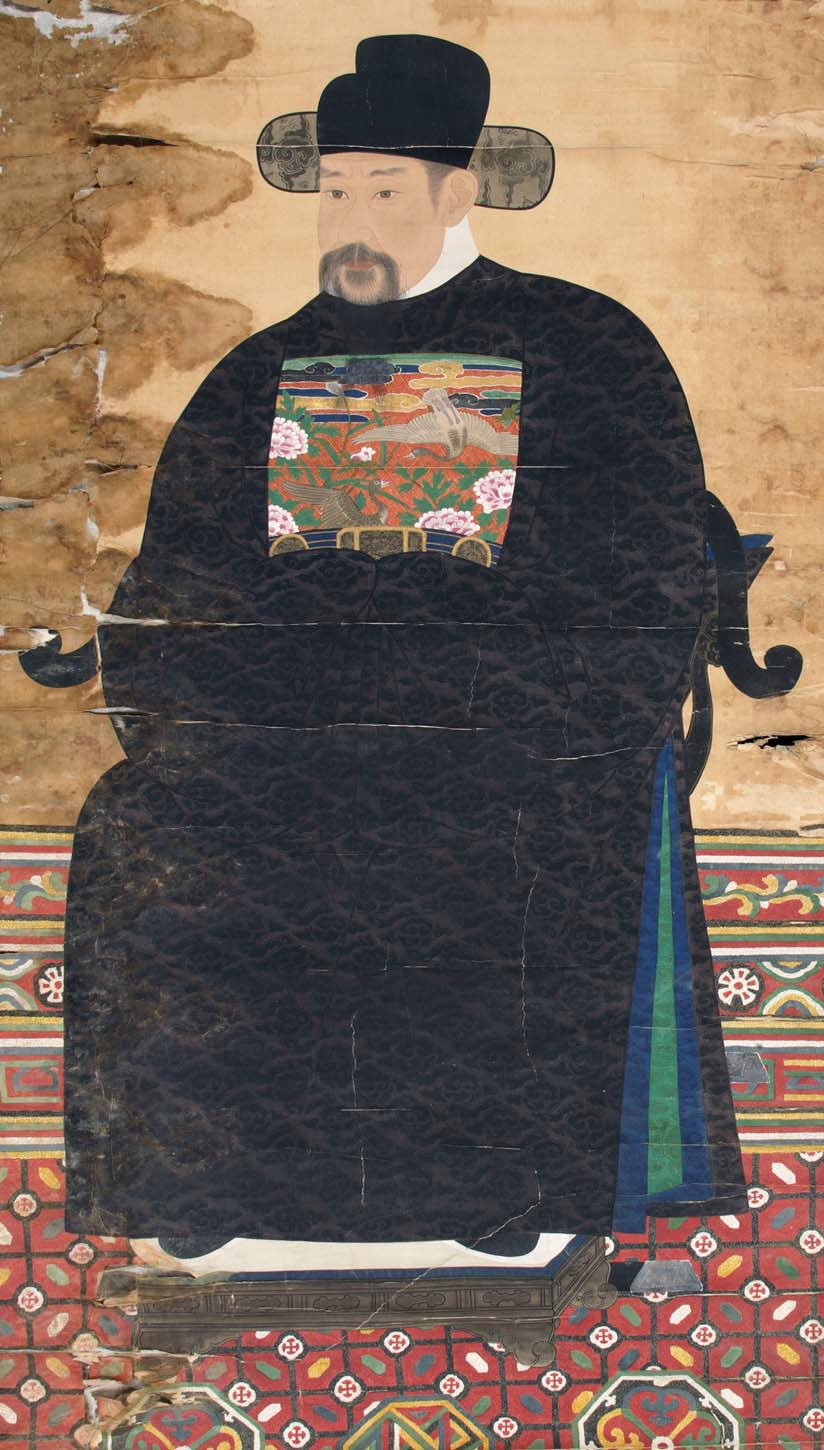
윤휴
(남인 강경파로 허적과는 생각이 달라 충돌했다. 그러나 숙종은 그를 밉게 보아 허견의 옥사에 엮어서 사형시킨다.)

1678년 재정의 고갈을 막기 위해 엽전 상평통보를 주조케하여 사용하게 하였다. 또한 숙종의 모후 대비 김씨의 정치문제 개입을 부정적으로 대하여 대비 김씨로부터 공개비난도 받았다. 1678년 원로 대신으로 숙종에게 안석을 하사받았다. 그해 왕에게 궤장(几杖)을 하사받고 기로소에 들어갔다.
집권 후 허목과 함께 남인을 지도하다가 송시열에 대한 처벌의 강도를 놓고 남인들의 의견이 갈릴 때 그는 온건파인 탁남(濁南)을 이끌어 강경파인 청남(淸南)에 맞섰다. 그 후 청남을 몰아내고 정권을 장악했으나, 할아버지 허잠이 충정공(忠貞公)의 시호를 받게 되어 허적은 이를 기념하여 3월 중순 연시연(延諡宴)을 개최하였다. 이 때, 갑자기 비가 오자 숙종은 원임 대신인 허적의 노고를 위로하고자 기름 천막을 하사하라는 명을 내린다. 그러나 명이 내려지기 전에 이미 허적이 숙종과 왕실 또는 궁궐의 허락 없이 기름 천막을 가져간 것을 알게 되면서 숙종은 진노하였고, 이 사건은 허적의 몰락의 계기가 되었다.

### 탄핵과 죽음

#### 허견의 옥사 사건
그의 막강한 권력을 두려워한 숙종은 그를 제거할 생각을 하고 김수항과 김석주를 불러들여 허적을 처벌하고 남인 정권을 전복할 계획을 논의한다. 1680년 4월 남인 세력을 일망타진하려는 김석주와 김익훈 등은 그의 서자 허견이 복창군, 복평군 등을 추대하려 했다고 거짓 고변을 하였다.
그의 서자 허견이 종실인 복창군 3형제와 함께 역모한다고 무고함으로써 윤휴 등과 함께 사사되었으며, 허목 등은 축출된 뒤 곧 사망한다. 이로써 남인은 큰 타격을 받고 실각했다. 이후 서인 김석주와 김익훈은 남인을 일망타진할 계획으로 남인계 인사의 첩을 매수하여 정보를 빼냈다. 이후 허영과 허새가 역모를 획책했다고 무고하여 물고시킨다.
1680년 4월 아들 허견이 역모로 몰리자 관직을 사퇴하고 충주로 내려가 대죄한다. 그는 자신이 나이 70의 고령이라는 점과 정실 부인이 두 명이지만 정실 부인들에게는 아들이 없는 점, 5년 넘게 중풍으로 팔과 다리에 이상이 있는 점 등을 들어 자신은 절대 역모와 무관하며 억울함을 호소하였다.

#### 사형 문제
서인이 집권한 후 남인 온건파의 영수 허적의 처리를 놓고 사형과 유배로 의견이 나뉘었다. 허적은 남인이 집권한 후에도 서인 영수 송시열, 김수항을 처형하자는 의견에 맞섰으므로 서인의 일부는 허적을 사형에 처하자는 의견에 반대하거나 고민하였다.
김수항과 정지화는 허적이 고명대신임을 들어 사형만은 면하게 해야 된다고 주장했으나 김만기 등 서인 강경파는 허적의 사형을 주장했다. 그의 사형을 원하던 숙종은 의도적으로 사형 여론이 우세하게끔 몰고 갔다. 서인인 김수항과 정지화는 그를 극구 변호하였으나, 평소 남인 강경파인 윤휴나 허적의 서자 허견 등을 안좋게 본 숙종은 허적을 사사시킨다.
그 무렵 허적이 윤휴 등과 함께 미리 무사들을 비밀리에 모아 역모를 도모한다는 소문이 시중에 파다하게 퍼졌고 그 근거로 체부 설치론을 들었지만, 이는 근거가 없는 것으로 드러났다. 훗날 허견의 모역 사건은 남인 정권을 견제, 타진하기 위한 외척과 서인들의 정치보복으로 평가된다.

#### 사형
서자 허견이 처형당한 뒤 충주로 내려가 왕명을 기다렸는데, 누군가 그에게 체포령이 떨어질 것이니 공은 미리 자결하는 것이 좋다고 언질을 주었다. 그러나 허적은 "내가 법에 연좌되는 것이 당연하나 처벌을 모면하기 위하여 약을 먹고 죽으면 이 또한 왕의 명을 공경하는 것이 아니다"라며 거절하였다. 거듭된 탄핵 끝에 1680년 5월 5일 사사(賜死)령이 내려지고 5월 11일 금부도사가 파견되자, 도성에 삼배를 한 뒤 금부도사가 들고 온 사약을 마시고 최후를 맞이한다. 사망 당시 그의 향년 70세였다. 허적의 죽음으로 탁남 정권은 몰락했다.
서인의 김수항 등은 끝까지 그의 죽음을 막으려 노력했으나 실패했다. 잘못된 서자의 비행 때문에 죽음을 당하고 주변까지 화를 당한 것을 사람들은 모두 애석히 여겼다.
이때 남인 강경파인 윤휴, 허목도 함께 화를 당했다.
윤휴는 같은 당이었지만 송시열의 처리를 놓고 생각이 달라서 허적과 수시로 갈등했다.
허목 역시 이 점에서 윤휴와 마찬가지였다. 허목은 그의 친척이자 경쟁자였으며, 허적의 월권행위를 비판하기도 했고, 남인 강경파들의 지도자로서 송시열을 비판하는데 앞장섰다. 반대로 허적이 공격 당할 때 그를 적극 감싸기도 했다.

### 추탈과 복권
그 후 남인들이 재집권한 1689년의 기사환국으로 죄가 풀려 신원, 관작이 복구되었다. 이후 숙헌의 시호가 내려졌다. 1689년(숙종 15년)에 왕은 허적의 애매한 죽음을 알게 되자, 무고한 김익훈, 이사명 등을 처벌하였으며, 특별히 명하여 관작을 회복시키고 예관을 보내어 제사를 지냈다. 그의 관작이 회복되자 서인과 남인 일각에서는 역모를 일으킨 허견이 그의 서자였으므로 연좌율로서 다스려야 한다고 거듭 주청하였으나 왕이 승인하지 않았다. 신도비명은 후대에 형조판서 정범조(丁範祖)가 지었다.
그러나 1694년(숙종 20) 갑술환국으로 서인이 집권하고 남인이 거세되면서 관작이 다시 추탈되었다가 1697년 다시 복권되었다. 1701년(숙종 27년) 무고의 옥으로 다시 관작이 추탈되었다가 정조 때인 1795년(정조 19년) 10월 정조의 특명으로 복관되었다. 허적의 복관 명령이 떨어지자 같은 남인인 채제공은 허목이 그를 반대한 점을 들어 허적의 신원에 반대하였다. 그의 복관 여론은 남인에서도 일부 반대가 있어서 어려움을 겪기도 했다.

### 사후
사후 정조 때에 가서 재상을 지낸 인물이라 하여 특별히 불천지위를 얻어 불천지묘(不遷之廟)로 지정되었다. 충청북도 중원군 소태면 오량리(현, 충주시 소태면 오량리) 570-3번지 산에 안장되었고, 충주시 소태면 오량리 674번지에는 그의 별묘(別廟)가 세워졌다. 서자 허견이 역모로 몰렸으므로 그의 자손들은 각지에 뿔뿔이 흩어졌고, 일부는 경기도 마전군 북면(현, 연천군 백학면), 왕징면(현, 연천군 왕징면) 등 파가 다른 일족이 사는 곳으로 숨기도 했다.
그가 남긴 글과 상소를 모은 저서 《허상국주의 (許相國奏議)》6책 10권은 1689년 남인 정권이 집권한 기사환국으로 허적이 복관된 직후에 그의 문인, 후손들이 정리하였으나 끝내 간행하지 못했다. 1694년 갑술환국으로 관작이 추탈되면서 간행되지 못하다가 1795년 10월 복관되면서 간행되었다. 그러나 정조 사후 1801년 신유환국으로 남인이 완전히 몰락하면서 1900년대까지도 보급되지 못하였다. 1910년 이후에 가서야 그의 문집을 다시 간행, 보급하기 시작했다.
충북 충주시 소태면 오량리 674번지의 별묘 사우에는 아버지 허한과 함께 배향되어 있으며, 사우 안의 그의 영정과 아버지 허한의 영정은 후일 대한민국 정부수립 이후 충청북도 유형문화재 제137호로 지정되었다.

## 저서 및 작품

### 저서
- 《일기 (日記)》
- 《허상국주의 (許相國奏議)》 6책 10권

### 작품
- 보주태후릉 비문[5]
- 수로왕릉 비문[5]

## 평가
1678년에는 재정의 고갈을 막기 위하여 옆전 상평 통보를 만들어 보급, 사용하게 하여 경제 생활을 편리하게 하였다. 식견이 넓고 총명한 재질로서 선왕으로부터 탁고(托孤)의 명을 받고 충성을 다하였으며, 영의정이 되어서는 더욱 겸손하였으며 자기에게 내리는 은사는 친구들에게 돌리고 녹봉으로 가난하고 어렵게 사는 친구들을 구제하였다.
남인 중 당색을 초월하여 서인의 영수 송시열, 송준길, 김수항 등과 끝까지 가까이 지낸 유일한 인물이었다. 그가 송시열과 김수항을 구명하고, 김수항, 송시열 역시 서인이 집권하고 남인이 역모로 몰릴 때 그를 구원하였으나 실패하였다. 그는 남인이었음에도 온건파였고 당쟁의 와중에서도 극단적인 보복이나 갈등을 피하려고 노력하였다. 송시열, 김수항 등의 처형에 반대 입장을 나타냄으로써 남인으로부터도 부정적인 평가를 받았다.
허적이 사사의 위기에 몰리자 김수항, 민정중 등은 그를 구제하려 노력했지만 실패하였다. 그가 사사되자 잘못된 자식 때문에 화를 당한 것을 사람들은 모두 애석하게 생각하였다.

## 사상과 신념
허적은 일반적인사림 출신이나 학자 관료들과는 달리 철학이나 경학적인 면보다는 경세론, 사회 경제적인 현실 정치면에 더 많은 관심을 갖고 있었다. 그는 김육의 대동법에 처음에는 반대하였지만 나중에는 대동법이 방납의 폐단을 줄인다는 것을 인정한 뒤 대동법을 지지하기도 했다. 다른 남인 지도자인 허목이나 윤휴, 윤선도나 서인을 이끈 송시열, 송준길 등이 경전과 고전 이론에 밝아서 명분론과 공론에 바탕을 둔 본질론자였다면 남인을 이끈 허적은 처변의 도리에 밝아서 변통론(變通論)과 재국(才局)에 바탕을 둔 실용론자였다고 할 수 있다.

### 북벌론
허적은 윤휴의 북벌론에 동조하였다. 윤휴는 청나라를 정벌하기 위해서는 강력한 군대를 양성하여야 된다고 보고, 군사의 중앙집권화를 주장하였다. 허적은 윤휴의 강군 양성론을 받아들여 도체찰사부의 복설, 부활을 추진하였다.
서인 김석주도 허적의 도체찰사부 부활에 처음에는 동의하였다. 그러나, 허견의 옥사 당시 허적, 윤휴 등이 도체찰사부 부활과 군사 중앙집중화 주장을 근거로 허적이 역적으로 몰리게 되었을 때 그를 변호하지 않았다.

### 서인 영수 사형 주장에 비판
그는 예송 논쟁 당시 남인의 영수로서 효종을 왕통을 계승하여 적통도 계승했다는 견해를 보였다. 그러나 예송 논쟁의 과정에서 남인 강경파에 의해 대두된 서인 영수 송시열, 김수항의 처형 여론에 반대했다.
예송 논쟁은 학문적인 논쟁이고, 이를 빌미로 상대당 영수를 죽이는 것은 과하다는 것이었다. 그러나 허적의 외척인 이광정, 민광훈, 민유중, 김집 등이 서인이라는 점 때문에 남인 일부는 그 주장의 진정성을 의심하였다.

## 가족 관계
- 조부 : 허잠(許潛)
- 조모 : 여흥민씨(驪興閔氏) 민연향(閔蓮香) - 민희열(閔希說)의 딸
  - 아버지 : 허한(許僩, 호는 행오(杏塢) 또는 향오(香塢), 1574년 ~ 1642년)
  - 어머니 : 증 정경부인 안동 김씨(원주목사 김제갑(金悌甲)의 딸)
    - 자형/매제 : 신항구(申恒耉)
    - 형님 : 허치(許穉[6], 1604년 ~ 1636년)
    - 형수 : 신응망(辛應望)의 딸
    - 동생 : 허진(許稹)
    - 동생 : 허질(許秩)
    - 동생 : 허제(許穧)

- 전처 : 광주이씨(廣州李氏, 증 정경부인[7], 이서(李𥳕)의 딸)
- 후처 : 여흥민씨(驪興閔氏, 정경부인, 민지익(閔之釴)의 딸)
- 첩 : 이름 미상
  - 서자 : 허견(許堅, 1646년 ~ 1680년)
  - 며느리 : 예영(서자 허견의 처, 청풍부원군 김우명[8]의 첩의 여동생)
  - 첩며느리 : 이름 미상(허견의 첩, 허견의 옥사 이후 김익훈의 첩이 되었다).
  - 서자 : 허후(許厚, 1648년 ~ ?)

## 기타
허목과는 같은 남인 소속 정치인이자 12촌 종형제간이었으나 사이가 그리 좋지 않았다. 그는 남인 온건파의 영수였고, 허목은 남인 강경파의 지도자였다. 허균, 허난설헌과도 친족관계이기도 했다. 송시열의 처형을 주장하는 허목에게 정면으로 대립함으로써 양자의 사이는 더욱 악화되었다.
사헌부에 있을 때는 당시 이조판서 이경석, 병조판서 이시백의 인사에 사사로운 문제가 있자 허목이 인사행정에 부정이 있다며 이를 탄핵하면서, 그들을 사형에 처하라고 공개적으로 주청하여 백관들을 놀라게 하기도 하였다.
당색으로는 남인이었으나 서인 송시열 등과도 가까이 지냈다.
허적의 이질 신후재는 그가 고위 요직을 두루 거치고 영의정까지 되었으나 그에게 고분고분하지 않았다. 또한 허적의 서자 허견이 허통한 후 무례하게 행동하는 것을 통탄(痛歎)하였다. 허견이 일찍이 병을 핑계대고 집에 있으면서 남여(籃輿)를 타고 다니자 신후재는 허적에게 '허견이 형벌을 받았습니까? 무엇 때문에 남여를 타고 다닙니까'하며 따지기도 했다.
이 때문인지, 훗날 허적의 일족이 몰락하게 될 때 신후재만은 무사하였다.
그는 중원군 괴동리 출신이었으나 한성부 종로방 내자동, 경복궁 근처에 거주하다가 만년에는 다시 중원군 괴동리로 낙향했다. 서자 허견이 역모로 몰리면서 내자동의 집터는 헐려서 도로가 나게 됐다.

### 진천군 별장
허적이 조정에 권세를 잡고 있을 때 진천군 만승면 금천동의 경치좋은 곳에 별장을 지었는데 그 규모와 화려함이 실로 장관이었다고 한다. 허적은 진천군의 뛰어난 경치와 동시에 진천군 광혜원면에 별장을 지어 경치를 감상했다고 한다. 이는 조선시대 진천군의 진천군지와 상산지에서 수록되었다.

## 작품에서
- 장희빈 : 이치우
- 장옥정, 사랑에 살다 : 기주봉

## 같이 보기
| - 예송 논쟁 - 허견의 옥사 - 효종 - 현종 - 남인 - 청남 - 탁남 - 허목 - 윤휴 - 윤선거 - 윤선도 - 이원익 - 장렬왕후 - 송시열 - 송준길 - 김수항 - 김석연 | - 기사환국 - 경신환국 - 효종 - 숙종 - 희빈 장씨 - 김수흥 - 김석주 - 김만기 - 김익훈 - 윤증 - 장형 - 박세채 - 나량좌 - 복평군 - 복창군 - 김석주 - 김익훈 | - 명성왕후 - 김우명 - 김석연 - 동평군 - 희빈 장씨 - 장희재 - 이서우 - 김태일 - 민암 - 민종도 - 민장도 - 민유중 - 민정중 - 김춘택 |

## 관련 문화재
- 허한・허적 초상 - 충청북도의 유형문화재 제210호

## 참고 문헌
- 효종실록
- 현종실록
- 숙종실록
- 연려실기술

## 관련 서적
- 노대환, 《소신에 목숨을 건 조선의 아웃사이더》 (역사의 아침, 2007)
- 이덕일, 《당쟁으로 보는 조선역사》 (도서출판 석필, 2004)
- 이덕일, 《송시열과 그들의 나라》 (김영사, 2000)
- 이성무, 《조선을 만든 사람들》 (청아, 2009)

| 전임 김자점 | 조선의 섭정 1674년 8월 ~ 1674년 10월 | 후임 신만 |